# Nathan Dawe
Nathan John Dawe (* 25. Mai 1994 in Burton upon Trent) ist ein englischer DJ und Musikproduzent. Bekannt wurde er 2020 mit Hits wie Flowers und Lighter.

## Biografie
Nathan Dawe stammt aus Staffordshire. Mit 11 Jahren versuchte er sich erstmals als DJ und danach wurde er in seiner Heimat zu einem gefragten DJ, der für die verschiedensten Anlässe gebucht wurde und in großen Clubs und auf Festivals auftrat, auch international zum Beispiel in Marbella und Ibiza. Ab Mitte der 2010er Jahre wurde er im Internet über SoundCloud bekannt mit Remixen und eigenen Produktionen. Der Durchbruch kam 2018 mit seinem Song Cheatin’, der ein Sample von Deborah Cox aus ihrem Lied It’s Over Now verwendet. Er fiel dem Label Atlantic Records auf, das ihm einen Plattenvertrag anbot. Ende des Jahres stieg das Lied in die britischen Charts ein.
Die Nachfolgesingle Repeat After Me mit der Sängerin Melissa Steel blieb ohne Erfolg, aber die Zusammenarbeit mit Rapper Jaykae aus dem nahe gelegenen Birmingham brachte ihn Anfang 2020 erneut in die Charts. Der Song Flowers ist eine Neuauflage des gleichnamigen, 20 Jahre alten Hits von Sweet Female Attitude. Es dauerte zwar einige Zeit, aber dann stieg das Lied in die Top 20 und erreichte als beste Platzierung Platz 12. Als er im August das Lied Lighter (mit KSI) veröffentlichte, stieg es sofort in die Top 5 ein. Das Lied wurde ursprünglich von Ella Henderson geschrieben, deren Stimme auch zu hören ist.

## Diskografie

### EPs
- 2023: If Heaven Had a Phone Line

### Singles
| Jahr | Titel Album                            | Höchstplatzierung, Gesamtwochen, AuszeichnungChartplatzierungen (Jahr, Titel, Album, Platzierungen, Wochen, Auszeichnungen, Anmerkungen) | Höchstplatzierung, Gesamtwochen, AuszeichnungChartplatzierungen (Jahr, Titel, Album, Platzierungen, Wochen, Auszeichnungen, Anmerkungen) | Anmerkungen                                                              |
| Jahr | Titel Album                            | DE | UK | Anmerkungen                                                              |
| ---- | -------------------------------------- | --- | --- | ------------------------------------------------------------------------ |
| 2018 | Cheatin’ –                             | — | UK94 Platin · (2 Wo.)UK | Erstveröffentlichung: 10. August 2018                                    |
| 2019 | Flowers If Heaven Had a Phone Line     | — | UK12 Platin · (33 Wo.)UK | Erstveröffentlichung: 25. Oktober 2019 feat. Jaykae                      |
| 2020 | Lighter If Heaven Had a Phone Line     | — | UK3 Platin · (22 Wo.)UK | Erstveröffentlichung: 24. Juli 2020 feat. KSI                            |
| 2020 | No Time for Tears –                    | — | UK19 Gold · (14 Wo.)UK | Erstveröffentlichung: 26. November 2020 feat. Little Mix                 |
| 2021 | Way Too Long Therapy                   | — | UK37 Silber · (13 Wo.)UK | Erstveröffentlichung: 9. April 2021 mit Anne-Marie & MoStack             |
| 2021 | Goodbye –                              | — | UK85 (5 Wo.)UK | Erstveröffentlichung: 24. September 2021 feat. T Matthias                |
| 2022 | 21 Reasons If Heaven Had a Phone Line  | DE66 (8 Wo.)DE | UK9 Platin · (24 Wo.)UK | Erstveröffentlichung: 29. April 2022 feat. Ella Henderson                |
| 2022 | Sweet Lies If Heaven Had a Phone Line  | — | UK61 (5 Wo.)UK | Erstveröffentlichung: 28. Oktober 2022 mit Talia Mar                     |
| 2023 | Oh Baby If Heaven Had a Phone Line     | — | UK35 Silber · (12 Wo.)UK | Erstveröffentlichung: 3. Februar 2023 mit Bru-C feat. bshp & Issey Cross |
| 2023 | 0800 Heaven If Heaven Had a Phone Line | — | UK9 Platin · (19 Wo.)UK | Erstveröffentlichung: 8. Juni 2023 mit Joel Corry & Ella Henderson       |
| 2023 | Heart Still Beating –                  | — | UK74 (2 Wo.)UK | Erstveröffentlichung: 27. Oktober 2023 mit Bebe Rexha                    |
| 2024 | We Ain’t Here for Long –               | — | UK45 Silber · (23 Wo.)UK | Erstveröffentlichung: 2. Februar 2024                                    |
| 2025 | Here in Your Arms –                    | — | UK34 Silber · (… Wo.)UK | Erstveröffentlichung: 14. Februar 2025 feat. Abi Flynn                   |
| 2025 | Over You –                             | — | UK63 (4 Wo.)UK | Erstveröffentlichung: 23. Mai 2025 mit Shayan                            |

Weitere Singles
- 2019: Repeat After Me (feat. Melissa Steel)

## Auszeichnungen für Musikverkäufe
| Goldene Schallplatte - Dänemark - 2023: für die Single 21 Reasons - Frankreich - 2023: für die Single 21 Reasons - Italien - 2023: für die Single 21 Reasons - Spanien - 2024: für die Single 21 Reasons | Platin-Schallplatte - Polen - 2024: für die Single 21 Reasons |

Anmerkung: Auszeichnungen in Ländern aus den Charttabellen bzw. Chartboxen sind in ebendiesen zu finden.
| Land/RegionAuszeichnungen für Musikverkäufe (Land/Region, Auszeichnungen, Verkäufe, Quellen) | Silber     | Gold     | Platin     | Verkäufe  | Quellen             |
| -------------------------------------------------------------------------------------------- | ---------- | -------- | ---------- | --------- | ------------------- |
| Dänemark (IFPI)                                                                              | —          | Gold1    | —          | 45.000    | ifpi.dk             |
| Frankreich (SNEP)                                                                            | —          | Gold1    | —          | 100.000   | snepmusique.com     |
| Italien (FIMI)                                                                               | —          | Gold1    | —          | 50.000    | fimi.it             |
| Polen (ZPAV)                                                                                 | —          | —        | Platin1    | 50.000    | olis.pl             |
| Spanien (Promusicae)                                                                         | —          | Gold1    | —          | 30.000    | elportaldemusica.es |
| Vereinigtes Königreich (BPI)                                                                 | 4× Silber4 | Gold1    | 5× Platin5 | 4.200.000 | bpi.co.uk           |
| Insgesamt                                                                                    | 4× Silber4 | 5× Gold5 | 6× Platin6 |           |                     |